# Surabaya International 2005
Die Surabaya International 2005 im Badminton fanden vom 12. bis zum 17. September 2005 in Surabaya statt.

## Sieger und Platzierte
| Disziplin    | Gold                              | Silber                                 | Bronze                                  |
| ------------ | --------------------------------- | -------------------------------------- | --------------------------------------- |
| Herreneinzel | Park Sung-hwan                    | Jeffer Rosobin                         | Budi Santoso                            |
| Herreneinzel | Park Sung-hwan                    | Jeffer Rosobin                         | Arvind Bhat                             |
| Dameneinzel  | Maria Kristin Yulianti            | Silvi Antarini                         | Pia Zebadiah                            |
| Dameneinzel  | Maria Kristin Yulianti            | Silvi Antarini                         | Miyoshi Nao                             |
| Herrendoppel | Tri Kusharyanto Bambang Suprianto | Rupesh Kumar Sanave Thomas             | Yoga Ukikasah Yonathan Suryatama Dasuki |
| Herrendoppel | Tri Kusharyanto Bambang Suprianto | Rupesh Kumar Sanave Thomas             | Rian Sukmawan Rendra Wijaya             |
| Damendoppel  | Ha Jung-eun Kim Min-jung          | Nitya Krishinda Maheswari Nadya Melati | Jane David Yulianti CJ                  |
| Damendoppel  | Ha Jung-eun Kim Min-jung          | Nitya Krishinda Maheswari Nadya Melati | Michiko Kanagami Masami Yamazaki        |
| Mixed        | Bambang Suprianto Minarti Timur   | Tri Kusharyanto Mona Santoso           | Rony Agustinus Indarti Issolina         |
| Mixed        | Bambang Suprianto Minarti Timur   | Tri Kusharyanto Mona Santoso           | Cho Gun-woo Kim Min-jung                |